# Leon Barnett
Leon Peter Barnett (* 30. November 1985 in Luton) ist ein englischer Fußballspieler und Defensivspezialist.

## Karriere
Barnett war bereits in der Jugendakademie von Luton Town aktiv, ehe er im Sommer 2002 in den Profikader des Vereins stieß. Nachdem er dort in der Anfangszeit nur gelegentlich zu Einsätzen kam, entschieden die Klub-Verantwortlichen ihn an den Amateurklub Aylesbury United auszuleihen. Nach seiner Rückkehr zur Saison 2005/06 zeigte Barnett eine Leistungssteigerung und spielte sich in die Startelf von Luton. Diese Leistungen honorierten die Fans, indem man den Verteidiger 2006/07 zum besten Spieler des Teams wählte. Andere Vereine wurden in dieser Zeit auf ihn aufmerksam und so wechselte er im Sommer 2007 zu West Bromwich Albion, wo Barnett einen Vier-Jahres-Vertrag unterschrieb. Am Ende der Spielzeit erreichte man den ersten Platz in der Football League Championship und somit den Aufstieg in die Premier League, ein Jahr später folgte hingegen der sofortige Wiederabstieg in die Zweitklassigkeit.
Seit dem 1. Januar 2011 spielt Leon Barnett für Norwich City in der Football League Championship.

## Erfolge
- Gewinn der Football League Championship mit West Bromwich Albion: 2008